# Bouillon Muller Kauffmann
 (avril 2025).
Bouillon Muller-Kauffmann (bouillon de base au tétrathionate), bouillon d'enrichissement en Salmonella.

## Composition
- tryptone :	7,0 g
- peptone de soja :	2,3 g
- bile de bœuf :	4,8 g
- vert brillant :	9,5 mg
- chlorure de sodium :	2,3 g
- thiosulfate :	24,0 g
- tétrathionate :	6,7 g
- sodium :	11,8 g
- potassium :	1,15 g
- iodures :	7,4 g
- iode :	0,0 g
- carbonate de calcium :	25,0 g
- pH = 7,3

## Préparation
82 g de poudre de base sont dissoutes par ébullition. On ajoute ensuite 20 ml d'une solution iodo-iodurée (250 g IK et 200 g d'Iode par dm3 préparée en dissolvant l'iode dans l'iodure). On ajoute enfin 9,5 ml d'une solution de vert brillant à 1 g par dm3.

## Lecture
La composition donnée ici est calculée en fonction des ajouts de molécules réagissant entre elles (Iode sur thiosulfate). Ce milieu permet l'enrichissement en Salmonella (mais pas en Shigella) par ralentissement de la croissance des autres bactéries par rapport à Salmonella.